# Радіо Солідарність
Радіо Солідарність (пол. Radio „Solidarność”) — польська підпільна радіостанція, що існувала протягом 1982—1988 (в деяких містах мовлення тривало до 1989—92). Трансляція передач велася з дахів будівель і автівок за допомогою магнітофону, підсилювачів, акумуляторів і гучномовців. Застосовувалися також саморобні передавачі.

## Історія
Радіо Солідарність розпочало свою трансляцію 12 квітня 1982 у Варшаві з будинку по вулиці Ґруєцькій, 19/25 о 9 годині вечора на УКХ-діапазоні. В цей час у Польщі діяв воєнний стан. Засновниками радіостанції були Збігнев Ромашевський та його дружина Софія (пол. Zofia Romaszewska). 29 вересня 1982 Ромашевський був заарештований, після чого радіостанцію очолив Єжи Ястшембовський (пол. Jerzy Jastrzębowski), який працював під псевдонімом «Лешек». Однак невдовзі був заарештований і він. Після арешту Ястшембовського «Радіо Солідарність» очолив Войцех Ставішинський (пол. Wojciech Stawiszyński).
Невдовзі після створення радіостанція почала розширюватися — у 1984 виник другий канал Радіо Солідарність, який очолив Анджей Федоро́вич. З 1986 канал транслювався регулярно. У 1985—87 розпочав своє мовлення третій канал Радіо Солідарність, очолений Анджеєм Ґелберґом.
7 грудня 1982 колектив Радіо Солідарність здійснив спробу трансляції для своїх членів, що знаходилися у в'язниці, з території Головної Школи Планування та Статистики по вулиці Раковецькій, 24 за допомогою магнітофону, підсилювача та чотирьох гучномовців. Трансляцію, ймовірно, унеможливили працівники школи, які помітили кабелі, що тягнулися з партеру будівлі на її дах.
Наприкінці 1982 Радіо Солідарність провела чергову трансляцію для ув'язнених членів варшавського відділу радіостанції, які утримувалися на вулиці Раковецькій. Трансляція велася з будинку по вулиці Нарбута, 46/48 за допомогою магнітофону, підсилювача, двох автомобільних акумуляторів та восьми гучномовців. Завершити мовлення не вдалося — воно було припинене працівниками дільничної комендатури громадянської міліції Варшави (Мокотув), які відібрали обладнання у колектива радіостанції.
Протягом 1982—1992 Радіо Солідарність припинило своє мовлення в усіх польських містах, де існували осередки радіостанції. Найраніше Радіо Солідарність завершило свою роботу в місті Кендзежин-Козьле (12 жовтня 1982; через два місяці організаторів заарештували), найпізніше — у Тарнобжеґу (1992). 22 червня 1989 Радіо Солідарність припинило мовлення у Варшаві.

## Географія мовлення
Радіо Солідарність швидко почала розширювати географію мовлення за межі Варшави — вже через місяць після створення, 12 травня 1982 радіостанція транслювалася в місті Познань, ще майже через місяць — у Ґданську (8 червня) та Малопольщі (11 червня) (в цьому регіоні мовлення велося під назвою Радіо Малопольска); 27 червня мовлення поширилося на Вроцлав (Radio Solidarność Walcząca). У 1982—1984 Радіо Солідарність почало свою роботу в містах Бидґощ, Торунь, Свідник, Пулави, Понятова, Любартув, Краків, Седльце, Ряшів, Гливиці, Лупков, Кендзежин-Козьле (у цьому місті радіостанція проіснувала недовго), Дольний Шльонськ, Піла, Гожув Великопольський; з 1987 мовлення вели в місті Тарнобжеґ.

## Передавачі
У Варшаві та ряді інших великих міст для трансляції Радіо Солідарність використовувалися саморобні передавачі «Берта» вагою 10 кілограмів, сконструйовані Ромуальдом Салацінським (нині працює інженером на Польському радіо). Завдяки цим передавачам Радіо Солідарність транслювалося на телевізійних частотах та могло навіть перекривати телевізійні канали. Серед деталей, що входять до складу передавача, — шкала модуляції, магнітофон, кулер і транзистори. Польські спецслужби, ознайомившись із «Бертою», оцінили її як професійно сконструйовану. Передавач виготовлявся верстатним методом.
Крім «Берти», для трансляції Радіо Солідарність застосовувалися такі передавачі:
- Болек і Льолік (на телевізійних частотах);
- Ґієнія (на УКХ-діапазоні).

## Персоналії
Ключові персони Радіо Солідарність:
- Збігнев Ромашевський (засновник радіостанції)
- Софія Ромашевська
- Єжи Ястржембовський («Лешек»)
- Войцех Ставішинський
- Януш Клековський (перший диктор)
- Анджей Федорович (очільник другого каналу Радіо Солідарність)
- Анджей Ґелберґ (очільник третього каналу Радіо Солідарність)